# 漾濞江
漾濞江，又称黑惠江，是澜沧江第二大支流。

## 概述
它是澜沧江在云南境内最大的支流，在云南省西北部。漾濞江全长334公里，流域面积平方公里。源出丽江纳西族自治县西部山地。西流经剑川县东南部，穿过剑湖后称黑惠江。西南流经洱源县西北部，名漾濞江。经漾濞县北部、大理市北部、巍山彝族回族自治县西部、南涧彝族自治县西北部，在凤庆县马街对岸注入干流，全长334公里，流域面积11966平方公里。多年平均流量155立方米每秒。自然落差1402米。
已建水电站一座，装机容量6000千瓦。主要支流有弥沙河、西洱河、顺濞河等。